# Кина на Светском првенству у атлетици у дворани 2012.
Кина је четрнаести пут учествовала на Светском првенству у атлетици у дворани 2012. одржаном у Истанбулу од 9. до 11. марта, односно, учествовала је на свим првенствима до данас. Репрезентацију Кине представљало је 13 атлетичара (6 мушкараца и 7 жена), који су се такмичили у 10 дисциплина (5 мушких и 5 женских).
На овом првенству Кина је по броју освојених медаља делила 19. место са једном освојеном медаљом (сребро). Изједначен је један национални рекорд и остварено је девет личних резултата сезоне. У табели успешности према броју и пласману такмичара који су учествовали у финалним такмичењима (првих 8 такмичара) Кина је са 5 учесника у финалу делила 17. место са 18 бодова.
| Плас. | Земља | 1. место | 2. место | 3. место | 4. место | 5. место | 6. место | 7. место | 8. место | Бр. финал. | Бод. |
| ----- | ----- | -------- | -------- | -------- | -------- | -------- | -------- | -------- | -------- | ---------- | ---- |
| =17.  | Кина  | 0        | 1        | 0        | 1        | 0        | 1        | 1        | 1        | 5          | 18   |

## Учесници
| Мушкарци: - Бингтјен Су — 60 м - Љу Сјенг — 60 м препоне - Shi Dongpeng — 60 м препоне - Џанг Гуовеи — Скок увис - Су Сјонгфенг — Скок удаљ - Дунг Бин — Троскок | Жене: - Веј Јунгли — 60 м - Tao Yujia — 60 м - Sun Yawei — 60 м препоне - Сјингђуен Џенг — Скок увис - Ли Јенмеи — Троскок - Сје Лимеј — Троскок - Љу Сјангжунг — Бацање кугле |  |

## Освајачи медаља (1)

### Сребро (1)
- Љу Сјенг — 60 м препоне

## Резултати

### Мушкарци
| Атлетичар    | Дисциплина   | Лични рекорд | Квалификације | Квалификације | Полуфинале           | Полуфинале           | Финале               | Финале       | Детаљи |
| Атлетичар    | Дисциплина   | Лични рекорд | Резултат      | Место         | Резултат             | Место                | Резултат             | Место        | Детаљи |
| ------------ | ------------ | ------------ | ------------- | ------------- | -------------------- | -------------------- | -------------------- | ------------ | ------ |
| Бингтјен Су  | 60 м         | 6,56         | 6,84 кв, ЛРС  | 3. у гр. 8    | 6,74 ЛРС             | 5. у гр. 3           | Није се квалификовао | 14 / 57 (61) |        |
| Љу Сјенг     | 60 м препоне | 7,41 НР      | 7,62 КВ       | 2. у гр. 2    | 7,53 КВ              | 1. у гр. 1           | 7,49                 |              |        |
| Shi Dongpeng | 60 м препоне | 7,63         | 8,15 ЛРС      | 3. у гр. 3    | Није се квалификовао | Није се квалификовао | Није се квалификовао | 24 / 29 (32) |        |
| Џанг Гуовеи  | Скок увис    |              | 2,29 кв, ЛРС  | 4.            |                      |                      | =2,31 НР             | 4 / 19       |        |
| Су Сјонгфенг | Скок удаљ    | 8,27 НР      | 7,42 ЛРС      | 15.           | Није се квалификовао | 15 / 15              |                      |              |        |
| Дунг Бин     | Троскок      | 17,01        | 16,94 кв      | 6.            | 16,75                | 8 / 13 (14)          |                      |              |        |

### Жене
| Атлетичарка    | Дисциплина   | Лични рекорд | Квалификације | Квалификације | Полуфинале            | Полуфинале            | Финале                | Финале       | Детаљи |
| Атлетичарка    | Дисциплина   | Лични рекорд | Резултат      | Место         | Резултат              | Место                 | Резултат              | Место        | Детаљи |
| -------------- | ------------ | ------------ | ------------- | ------------- | --------------------- | --------------------- | --------------------- | ------------ | ------ |
| Веј Јунгли     | 60 м         | 7,34         | 7,35 КВ, ЛРС  | 2. у гр. 7    | 7,35 ЛРС              | 5. у гр. 2            | Није се квалификовала | 17 / 13 (15) |        |
| Tao Yujia      | 60 м         | 7,27         | 7,44          | 4. у гр. 5    | Нису се квалификовале | Нису се квалификовале | Нису се квалификовале | 25 / 13 (15) |        |
| Sun Yawei      | 60 м препоне | 8,24         | 8,46          | 6. у гр. 4    | Нису се квалификовале | Нису се квалификовале | Нису се квалификовале | 21 / 13 (15) |        |
| Сјингђуен Џенг | Скок увис    | 1,94 НР      | 1,88          | 13.           |                       |                       | Није се квалификовала | 13 / 18 (21) |        |
| Ли Јенмеи      | Троскок      | 14,27        | 14,23 кв, ЛРС | 2. у гр. Б    | 14,02                 | 7 / 28 (30)           |                       |              |        |
| Сје Лимеј      | Троскок      | 14,30        | 13,54         | 12. у гр. А   | Није се квалификовала | 23 / 28 (30)          |                       |              |        |
| Љу Сјангжунг   | Бацање кугле |              | 18,29 кв      | 8.            | 18,63 ЛРС             | 6 / 17 (18)           |                       |              |        |